# Meir Shamgar
Meir Shamgar, nato Meron Sterenberg o Sternberg (in ebraico מאיר שמגר‎?; Danzica, 13 agosto 1925 – Tel Aviv, 18 ottobre 2019), è stato un giurista, magistrato e militare israeliano.

## Biografia
Nacque il 13 agosto 1925 a Danzica, allora città libera sotto la protezione della Società delle Nazioni, da Eliezer e Dina Sterenberg, entrambi sionisti revisionisti di origine russa. Con l'avvento del nazionalsocialismo nella vicina Germania, la famiglia decise di trasferirsi tra il 1938 e il 1939 ad Haifa, in Palestina, allora sotto mandato britannico; qui Meir, diminutivo di Meron, si unì al Palmach e all'Irgun, venendo arrestato nel 1944 per attività anti-britanniche e venendo esiliato in un centro di detenzione in Eritrea, dove iniziò studiando giurisprudenza attraverso l'Università di Londra. Successivamente proseguì in ulteriori studi in storia e filosofia presso l'Università Ebraica di Gerusalemme.
Nel luglio 1948 tornò nel neonato Stato d'Israele, arruolandosi nelle Forze di difesa israeliane (IDF) come procuratore militare, e poco tempo dopo cambiò il suo cognome in Shamgar, in onore del giudice biblico Samgar. All'interno delle forze armate israeliane divenne prima vice procuratore militare generale nel 1956 e poi procuratore militare generale nel 1961, raggiungendo la massima posizione nel sistema giudiziario militare israeliano. Il suo ruolo nelle forze armate lo portò a costruire nel 1963 le basi legali nel caso dell'eventuale (e poi effettiva) occupazione della Cisgiordania e di Gaza da parte di Israele per l'amministrazione dei territori occupati. All'interno dell'IDF incontrò la sua prima moglie, Geula Naveh, che sposò nel 1955 e dalla quale ebbe tre figli.
Congedato dalle forze armate col grado di generale di brigata, nel 1968 divenne consulente legale del governo e Procuratore generale di Israele, venendo poi nominato nel 1975 giudice della Corte suprema. Nel 1983 fu eletto presidente della Corte suprema, carica che mantenne fino al 1995 occupandosi di numerosi casi importanti attraverso la presidenza delle commissioni d'inchiesta sul massacro di Hebron del 1994, sull'omicidio di Yitzhak Rabin del 1995 e sulla contaminazione da metalli pesanti dei veterani della Shayetet 13 durante le esercitazioni nel fiume Qishon; ha inoltre presieduto la Corte suprema che revocò la condanna a morte di John Demjanjuk, militare ucraino nazista accusato di crimini di guerra ed identificato come l'Ivan il Terribile del campo di sterminio di Treblinka. Curò inoltre la realizzazione di un nuovo edificio per ospitare la sede della Corte suprema.
Nel 1996 è stato insignito del Premio Israele per la carriera e per il contributo eccezionale alla nazione.
Nel 2005 presentò alla Knesset una bozza di costituzione per lo stato israeliano, che non fu tuttavia approvata e ha presieduto il Consiglio pubblico per l'ebraismo in Etiopia, contribuendo al rientro in Israele di numerosi ebrei etiopi.
Nel 2012 presiedette una commissione per gestire i rapimenti e la cattura di cittadini israeliani e i conseguenti scambi di ostaggi con Hamas, in seguito allo scambio di prigionieri per la liberazione del militare israeliano Gilad Shalit; il rapporto della commissione, pubblicato parzialmente nel 2012, sosteneva che solo un piccolo quantitativo di prigionieri potesse essere liberato in cambio di un prigioniero israeliano.
È morto il 18 ottobre 2019, venendo definito dal Presidente Reuven Rivlin come "uno dei padri fondatori del sistema giudiziario israeliano". Successivamente la camera ardente è stata allestita presso il palazzo della Corte suprema a Gerusalemme ed è stato sepolto presso il cimitero Har HaMenuchot.